# Svenska frivilligkåren
Svenska frivilligkåren organiserade de svenska medborgare som anmält sig som frivilliga på Finlands sida i Vinterkriget 1939-1940 mellan Finland och Sovjetunionen.

## Början

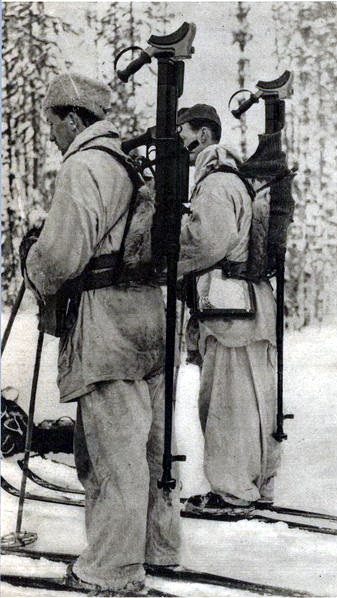
Svenska frivilligsoldater med pansarvärnsvapen under Vinterkriget.

Redan innan Sovjetunionens anfall på Finland den 30 november 1939 hade planer för en svensk frivilliginsats gjorts och samma dag öppnades frivilligbyråer på flera platser i Sverige. Till att börja med intog den svenska regeringen en försiktig hållning, främst på grund av oro för reaktionen från Tyskland, som hade ingått en icke-aggressionspakt med Sovjetunionen i augusti samma år. Svenska frivilligkåren fick exempelvis till att börja med inte annonsera. I början av 1940 hade 125 frivilligbyråer etablerats över hela Sverige. 
De första svenska frivilliga började anlända till Finland i slutet av december 1939. Så småningom hade drygt 8 000 man anlänt (ytterligare över 4 000 man hann anmäla sig innan fredsslutet den 13 mars 1940). Januari månad användes till övningar och kompletterande militär utbildning i Kemi i Finland, strax öster om Haparanda.
Enrollerade i Svenska frivilligkåren länsvis.
| Ursprung                | Antal |
| ----------------------- | ----- |
| Stockholms stad         | 2 449 |
| Norrbottens län         | 1 258 |
| Göteborgs och Bohus län | 547   |
| Malmöhus län            | 538   |
| Militärbyrån            | 351   |
| Uppsala län             | 239   |
| Östergötlands län       | 230   |
| Älvsborgs län           | 215   |
| Kalmar län              | 205   |
| Södermanlands län       | 191   |
| Jönköpings län          | 190   |
| Flygvapnet              | 188   |
| Skaraborgs län          | 163   |
| Jämtlands län           | 148   |
| Kristianstads län       | 147   |
| Västernorrlands län     | 138   |
| Gävleborgs län          | 136   |
| Västmanlands län        | 135   |
| Örebro län              | 124   |
| Västerbottens län       | 122   |
| Kopparbergs län         | 117   |
| Värmlands län           | 101   |
| Hallands län            | 84    |
| Stockholms län          | 84    |
| Blekinge län            | 66    |
| Kronobergs län          | 49    |
| Gotlands län            | 45    |
| Summa svenskar          | 8 260 |

## Organisation

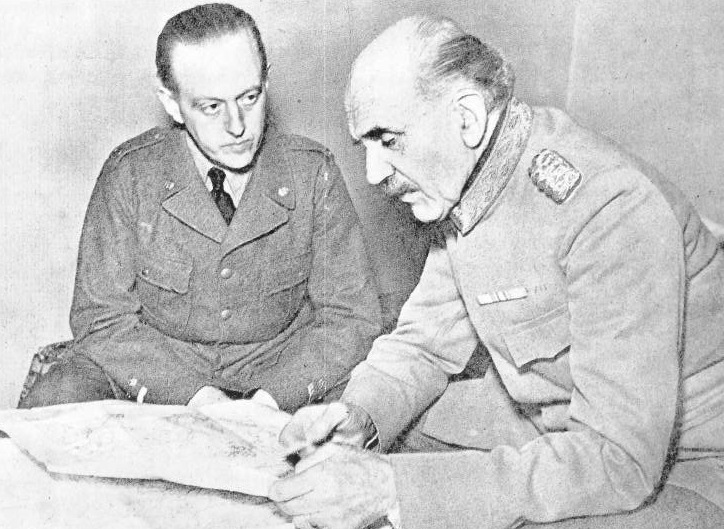
Svenska frivilligkårens chef, generallöjtnant Ernst Linder (till höger) och hans stabschef, överstelöjtnant Carl August Ehrensvärd.

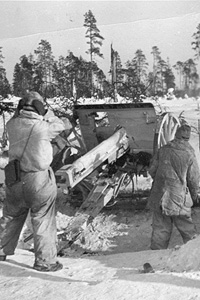
Svenska frivilliga avfyrar en artilleripjäs.

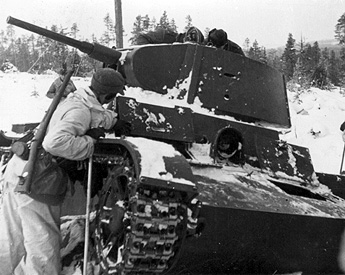
Svenska frivilliga har förstört en rysk stridsvagn på landsvägen Kemijärvi-Märkäjärvi under vinterkriget.

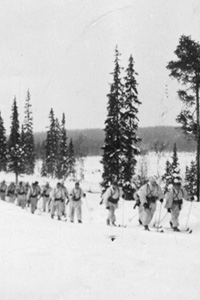
Svenska frivilliga under skidmarsch.

Svenska frivilligkåren var organiserad i tre stridsgrupper (bataljoner) understödda av artilleri och pansarvärn. Varje bataljon bestod av tre skyttekompanier, ett jägarkompani, ett tungt kompani, ett artilleribatteri, en plogpluton samt underhållsförband. Även luftvärns-, ingenjörs- samt underhållsenheter ingick. 
Vapen och utrustning hade huvudsakligen köpts in från den svenska armén. Kostnaden för att sätta upp och underhålla Svenska frivilligkåren under de sex månader den existerade betalades genom insamlingar från den svenska allmänheten och industrin. Den pensionerade generalen Ernst Linder utsågs till kårens chef. Linder hade varit frivillig i Finland under Finska inbördeskriget 1918.
- I. stridsgruppen (Överstelöjtnant Magnus Dyrssen, kapten Carl Bonde, överstelöjtnant Carl-Oscar Agell)
  - 1. skyttekompaniet
  - 2. skyttekompaniet
  - 3. skyttekompaniet
  - 4. jägarkompaniet
  - 5. tunga kompaniet
  - 1. batteriet
  - 1. plogplutonen
  - 1. signalplutonen
- II. stridsgruppen (Överstelöjtnant Viking Tamm)
  - 1. skyttekompaniet
  - 2. skyttekompaniet
  - 3. skyttekompaniet
  - 4. jägarkompaniet
  - 5. tunga kompaniet
  - 2. batteriet
  - 2. plogplutonen
  - 2. signalplutonen
- III. stridsgruppen (Överstelöjtnant Martin Ekström)
  - 1. skyttekompaniet
  - 2. skyttekompaniet
  - 3. skyttekompaniet
  - 4. jägarkompaniet
  - 5. tunga kompaniet
  - 3. batteriet
  - 3. plogplutonen
  - 3. signalplutonen
- Övriga förband:
  - 1. pansarvärnsplutonen
  - 2. pansarvärnsplutonen
  - Luftvärnskompaniet
  - Ingenjörkompaniet
  - 16. självständiga jägarkompaniet
  - (17. självständiga jägarkompaniet)
  - Intendenturkompaniet
  - Vägkompaniet
  - 1. bilkompaniet
  - 2. bilkompaniet
  - Anspannskompaniet
  - 1. sjukvårdsplutonen
  - 2. sjukvårdsplutonen
  - Hästambulans
  - Ambulans
  - F 19

## Insats

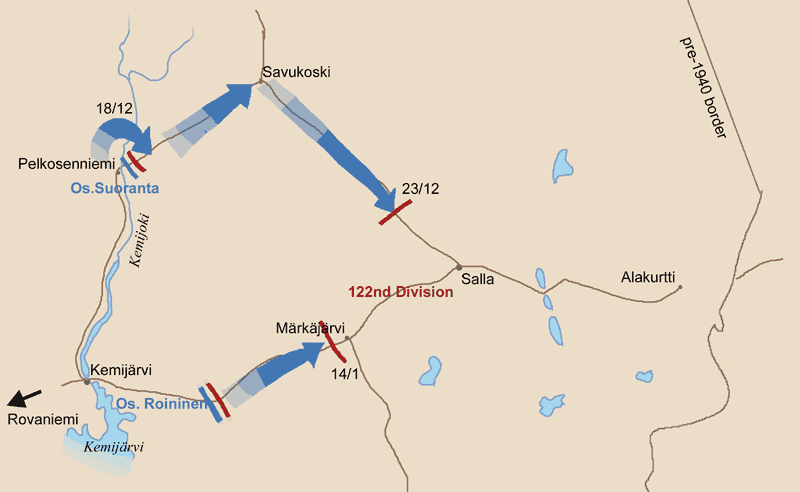
Avdelning Roininen och Svenska frivilligkåren vid Salla.

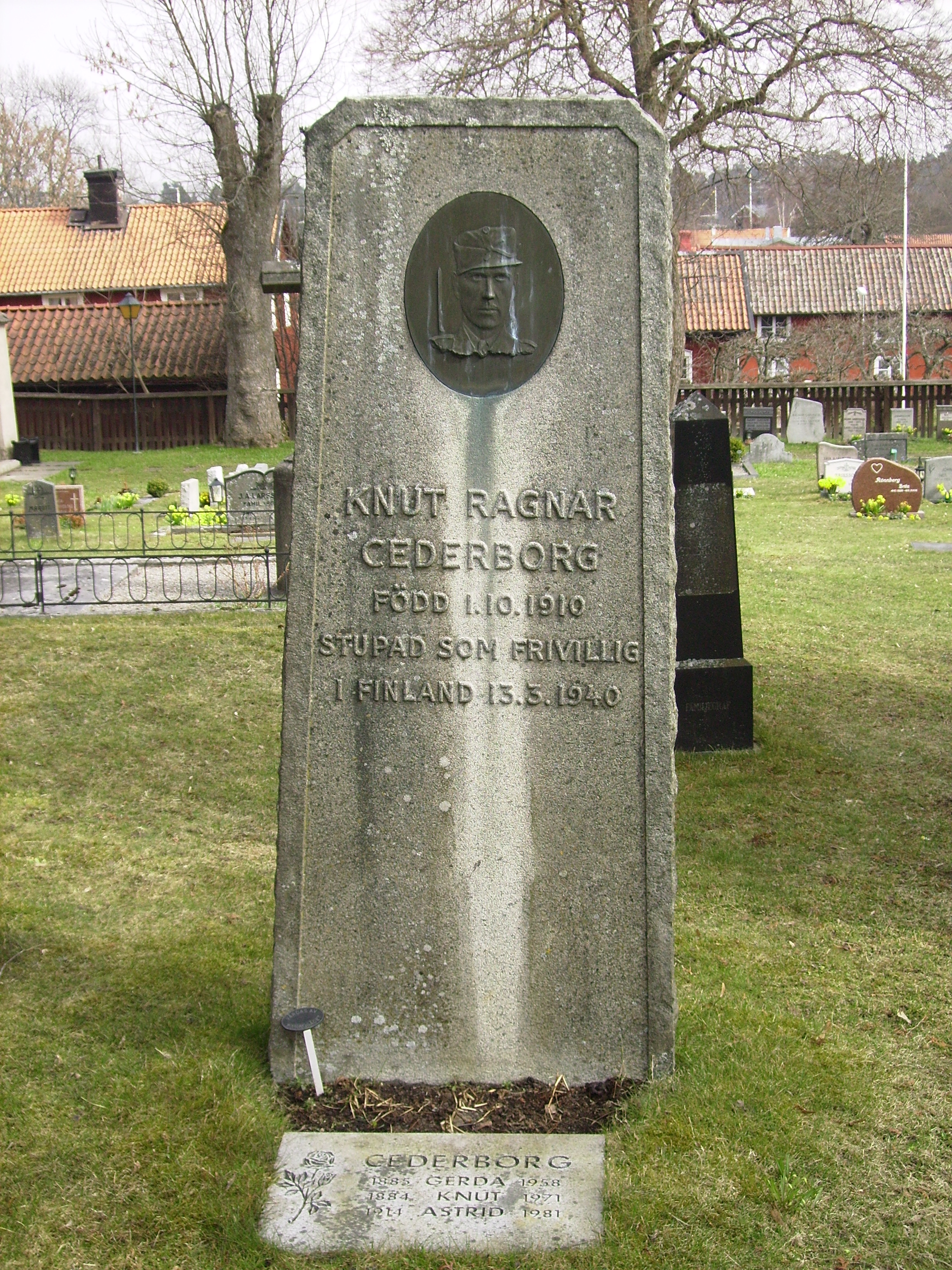
Ragnar Cederborgs gravvård på Trosa gamla kyrkogård: "Stupad som frivillig i Finland 13.3.1940." Hans namn är upptaget på minnesstenen vid Märkäjärvi.

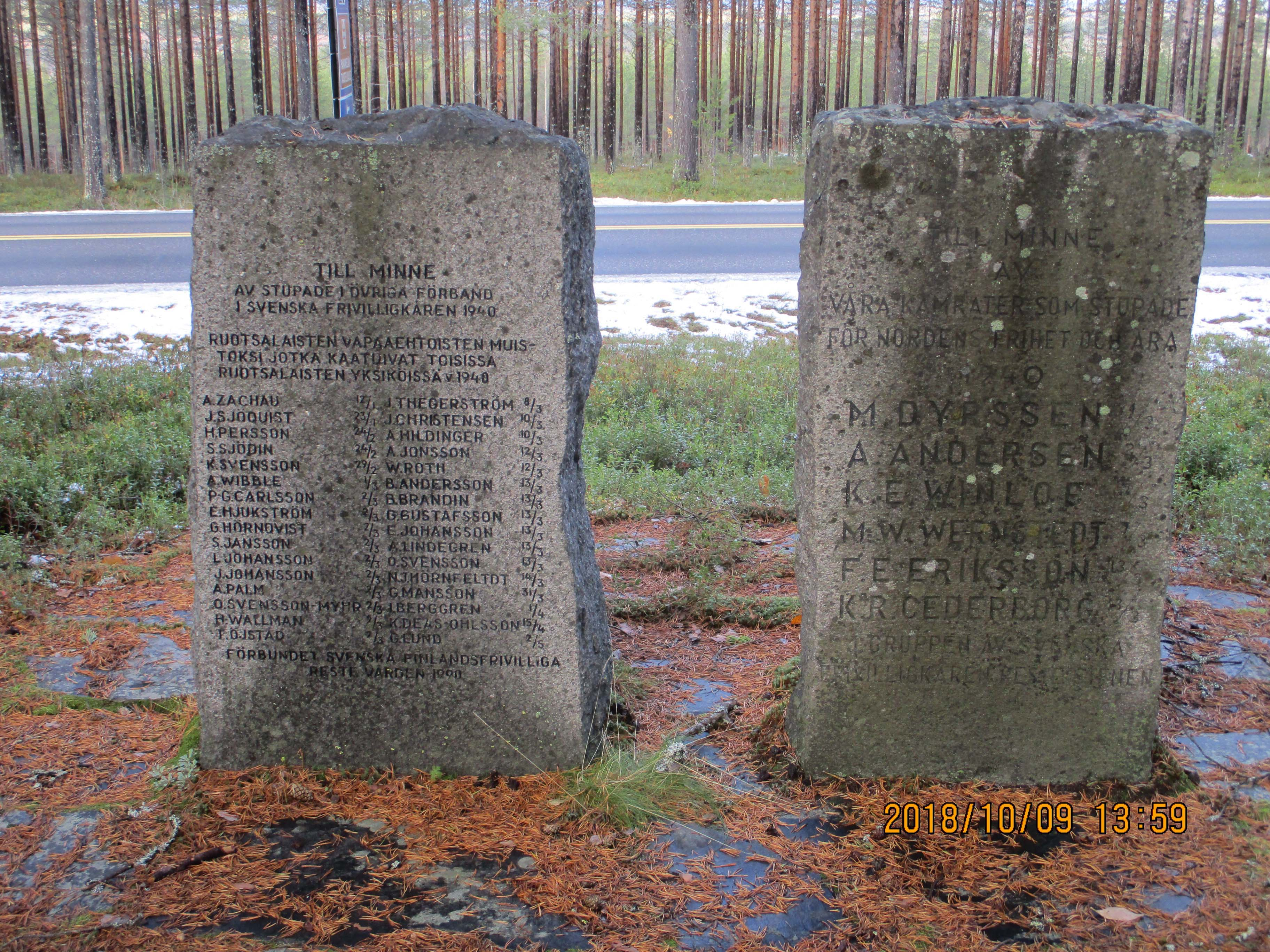
Minnesstenar över stupade inom Svenska frivilligkåren 1940 kring Märkäjärvi, Finland.

Den 3 februari skickades I. gruppen - en bataljon om cirka 1 500 man under ledning av överstelöjtnant Magnus Dyrssen - genom skidmarsch - från Kemi till Rovaniemi. I mitten av februari transporterades sedan gruppen med tåg från Rovaniemi till Kemijärvi i Lappland. Under marschen avslöjades brister i utrustningen och utbildningen och mer än hundra man avfördes som sjuka.
Några dagar senare transporterades II. gruppen under ledning av överstelöjtnant Viking Tamm med tåg från Kemi till Kemijärvi, varifrån båda grupperna sedan marscherade mot fronten kvällen den 24 februari. 
Avsikten var att avlösning av de finländska trupperna vid Märkäjärvi skulle ske den 29 februari. Emellertid medförde händelseutvecklingen på Karelska näset en tidigareläggning till den 26 februari och två dagar senare hade den Svenska frivilligkåren helt övertagit försvarsställningen vid Märkäjärvi. Av de stridsvana finländska förbanden kunde fem bataljoner och två batterier (således mer än Frivilligkårens egen styrka) frigöras och sättas in i de häftiga striderna på Karelska näset.
Tillsammans med finländska trupper ansvarade Svenska frivilligkåren för att järnvägen mellan Sverige och Finland via Torneå och Uleåborg och därmed den för Finland livsviktiga importen av krigsmateriel från Sverige hölls öppen. Svenska frivilligkårens flygstyrka förstörde minst sju fientliga jaktplan och fem bombplan. Luftvärnet sköt ned minst sju plan samt åtta osäkra. Flygstyrkans och luftvärnets blotta existens avvärjde fientliga luftanfall och vid många av de anfall som blev av, fälldes de ryska bomberna från hög höjd med försämrad precision som följd.
De två svenska stridsgrupperna vid Märkäjärvi band tillsammans med tre finländska bataljoner två sovjetiska divisioner – mångfaldigt starkare styrkor som i annat fall hade kunnat sättas in på annat håll. Det var även av stor betydelse att Frivilligkåren kunde frigöra fem stridsvana finländska bataljoner, vilka kunde sättas in på Karelska näset. Här var läget mycket allvarligt och varje dag av fortsatt kamp påverkade fredsförhandlingarna.
Viktigare än den militära insatsen torde dock ha varit den moraliska innebörden av frivilligverksamheten. Till Svenska frivilligkåren anmälde sig 12 705 (varav 727 norrmän), 8 260 antogs. Av dessa stupade 33, omkring 50 sårades genom direkta stridshandlingar och över 130 frostskadades.
Den 28 mars avtackade Finlands överbefälhavare, fältmarskalk Mannerheim, Svenska frivilligkåren vid Paikanselkä, strax intill den tidigare frontlinjen. Frivilligkårens III. stridsgrupp, som ännu inte var färdigorganiserad, avtackades vid ett senare tillfälle.